# جیامباتیستا بودونی

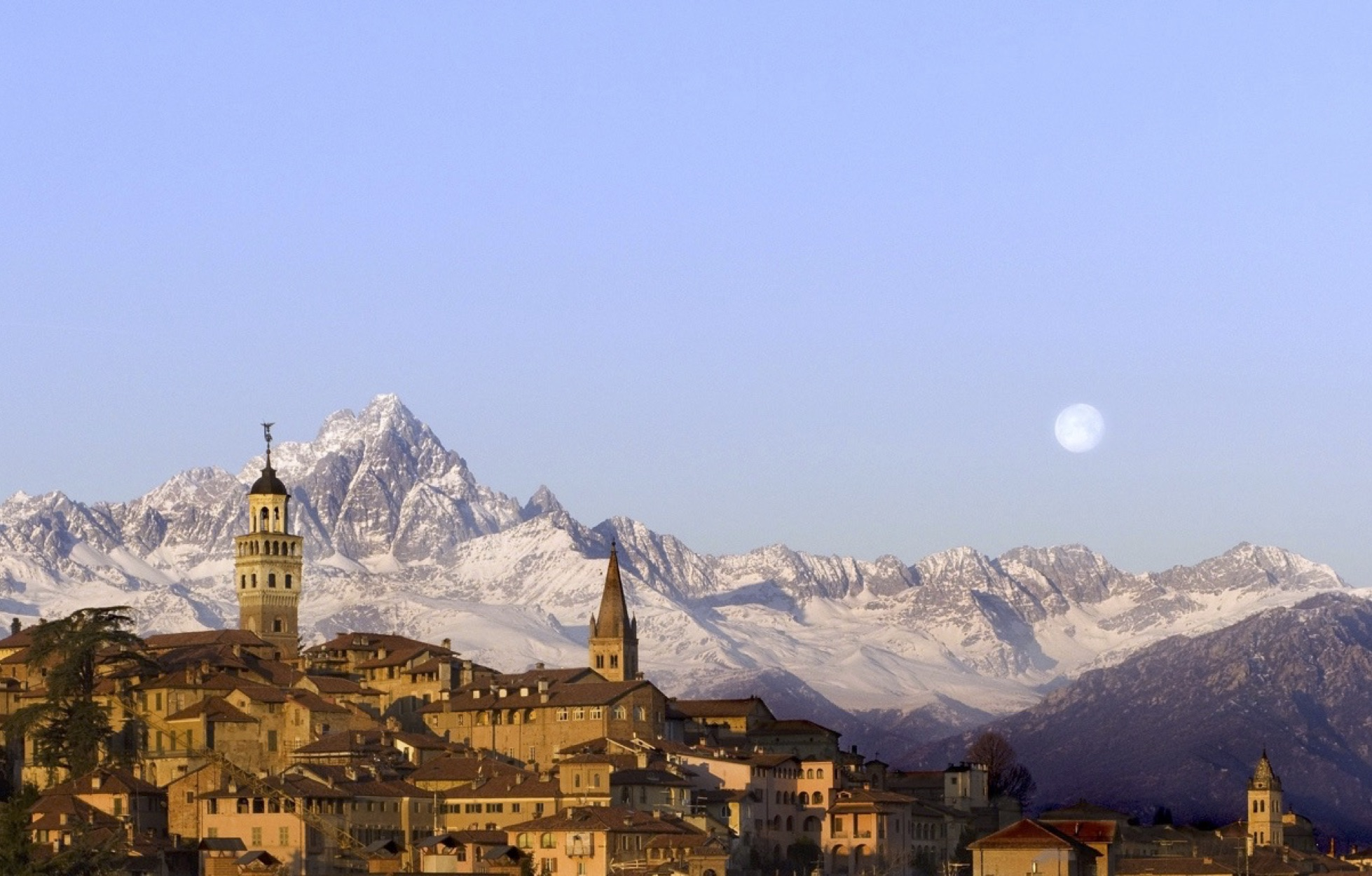
سالوتسو با پس زمینه مونویسو

جیامباتیستا بودونی (انگلیسی: Giambattista Bodoni; ۱۷ فوریهٔ ۱۷۴۰ – ۲۹ نوامبر ۱۸۱۳) ویراستار، و آهنگساز و ناشر ایتالیایی در پارما بود.محل تولد بودونی در دامنه کوه های آلپ کوتتی ، که در آن زمان در پادشاهی ساردینیا واقع شده است و اکنون پیمونت است بود. وی هفتمین فرزند و چهارمین پسر فرانچسکو آگوستینو بودونی و پائولا مارگریتا جولیتی بود. پدر و پدربزرگش هر دو در کار چاپ بودند.در ۱۷ سالگی تصمیم گرفت به قصد کسب شهرت و ثروت به رم سفر کند. وی سالوزو را در ۸ فوریه۱۷۵۸ ترک کرد. در رم ، بودونی به عنوان حروفچین در ساکرای کنگرگاتیو د پروپاگاندا فید (بشارت به جماعت مردم) ، بازوی مبلغ واتیکان، کار می کرد.استعداد وی با نظارت دقیق کاردینال جوزپه اسپینلی و کاستانتینو روجیری شکوفا شد.او که از مرگ بر اثر خودکشی دلخراش اسپینلی و روژیری غمگین بود و با تشویق دوستان انگلیسی ، رم را به مقصد انگلستان ترک کرد ، کشوری که تحت تأثیر باسکرویل که کتابهایش در اروپای قاره ای بسیار مورد تحسین بود ، به یک رهبر در عرصه چاپ و نوآوری های مربوط با آن تبدیل شده بود در سفر بیمار شد و برای بهبودی به خانه اش در سالوتسو بازگشت.

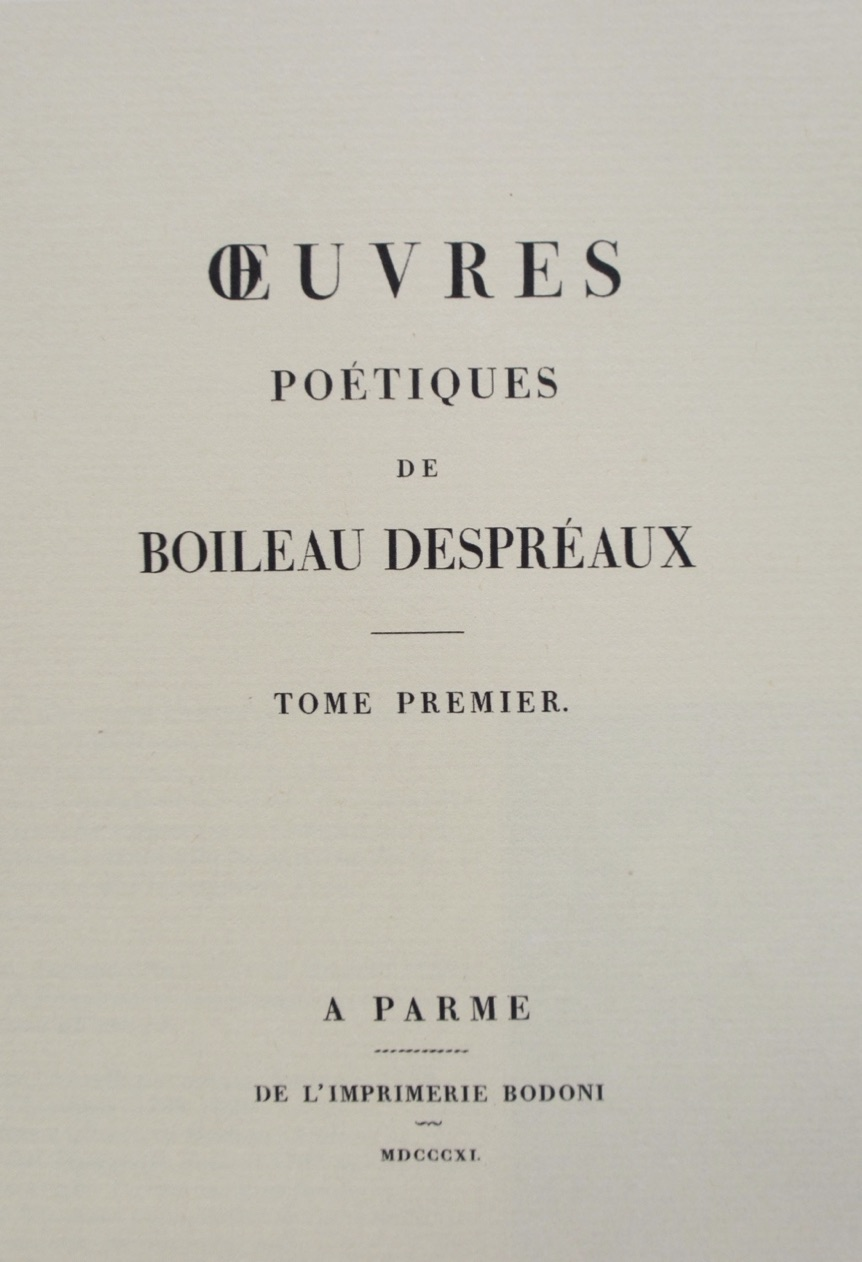
صفحه آغازین. نیکولا بوالو.

## در پارما

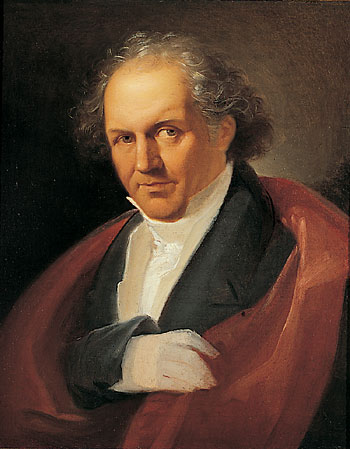
پرتره بودونی (حدود 1805-1806) ، اثر جوزپه لوکاتلی. موزه لومباردی

پس از بهبودی در سالوتسو ، بودونی دوباره کار با پدرش را شروع کرد. در همین حال ، در پارما ، دوک جوان ، دون فردیناندو دی بوربون (دوک فردیناند پارما) و نخست وزیر ، گیوم دو تیلوت ، در حال برنامه ریزی برای شروع به کار مطبوعات سلطنتی بودند. آنها می خواستند فردی سخت کوش و با استعداد مطبوعات سلطنتی را اداره کند. پدر پائولو ماریا پاکیائودی ،که کتابدار پارما ، بود ونی را درمدت سکونتش در رم می شناخت و نام این مرد جوان را مطرح کرد. در فوریه ۱۷۶۸ ، با اجازه دوک ویتوریو آمدو سوم ساووی ، بودونی سالوزو را به مقصد دربار پارما ترک کرد.او بلافاصله کار را شروع کرد. چالش پیش رویش فوق العاده ای دشوار بود. او به کمک احتیاج داشت ، بنابراین به دو نفر از برادرانش نامه نوشت که از سالوزو برای کمک به او بیایند. یکی از آنها ، جوزپه ، بیش از ۳۰ سال در مطبوعات پارما در کنار او بود.همزمان بودونی هر آنچه را که لازم بود با بالاترین سفارش بدست آورد: کاغذ ، جوهر ، ابزار ، وی ابتدا از فورنیر برای کارهای اولیه تقلید کرد و به تدریج نظرات خود را با آراء فورنیر جایگزین کرد و در نهایت سبک خود را توسعه داد.اولین نشر عمده وی مربوط به جشن عروسی دوک پارما با ارکدوشیس ماریا آمالیا از اتریش بود ،خوزه نیکولاس دو آزارا ، سفیر اسپانیا در رم احساس کرد که بودونی دارد خود را برای کارهای بی اهمیت برای دوک هدر می دهد بودونی تمایلی به ترک راحت پارما ، جایی که او به تازگی ازدواج کرده بود (در 51 سالگی با یک زن محلی 18 سال کوچکتر از خوودش ) ، نداشت. او تا آخر عمر در پارما ماند.در سالهای پس از ۱۷۹۱ ، بودونی بیشترین کارهای بزرگ خود را انجام داد ، از جمله آثار کلاسیک بزرگ هوراس ، ویرجیل ، آناکرئون ، تاسو و هومر و دیگران. ناپلئون از هدیه "ایلیاد" بودونی آنقدر خوشحال شد که او را به عنوان یک شوالیه مفتخر کرد و به او مادام العمر مستمری داد.دوک پارما در سال۱۸۰۲ به طور ناگهانی و مرموزی درگذشت ، دوشس به پراگ گریخت ، و فرانسوی ها برای پر کردن خلا قدرت وارد پارما شدند. بودونی که برای کار زندگی می کرد و غیرسیاسی بود و در اتحاد با رژیم حاکم جدید مشکلی نداشت.در سال ۱۸۰۵ ، حتی امپراتور ناپلئون و همسر امپراتور ژوزفین به شهر رفتند و خواستار دیدن او شدند. افسوس که همان روز بودونی به جهت حمله های فاجعه آمیز نقرس در رختخواب محبوس شد ، بیماری که قرار بود او را تا پایان زندگی آزار دهد قبل از مرگش در ۳۰ نوامبر ۱۸۱۳ ، بودونی کار در یک سری کارهای کلاسیک فرانسوی را برای حامی جدید خود ، یواخیم مورات ، برادر زن ناپلئون آغاز کرده بود. "تئاتر کامل ژان راسین" روز مرگ وی در مطبوعات بود.موزه او در سال ۱۹۶۳ در پارما ، ایتالیا افتتاح شد